# Junior Eurovision Song Contest 2012

Deltagande länder
Länder som deltog tidigare år men inte 2012

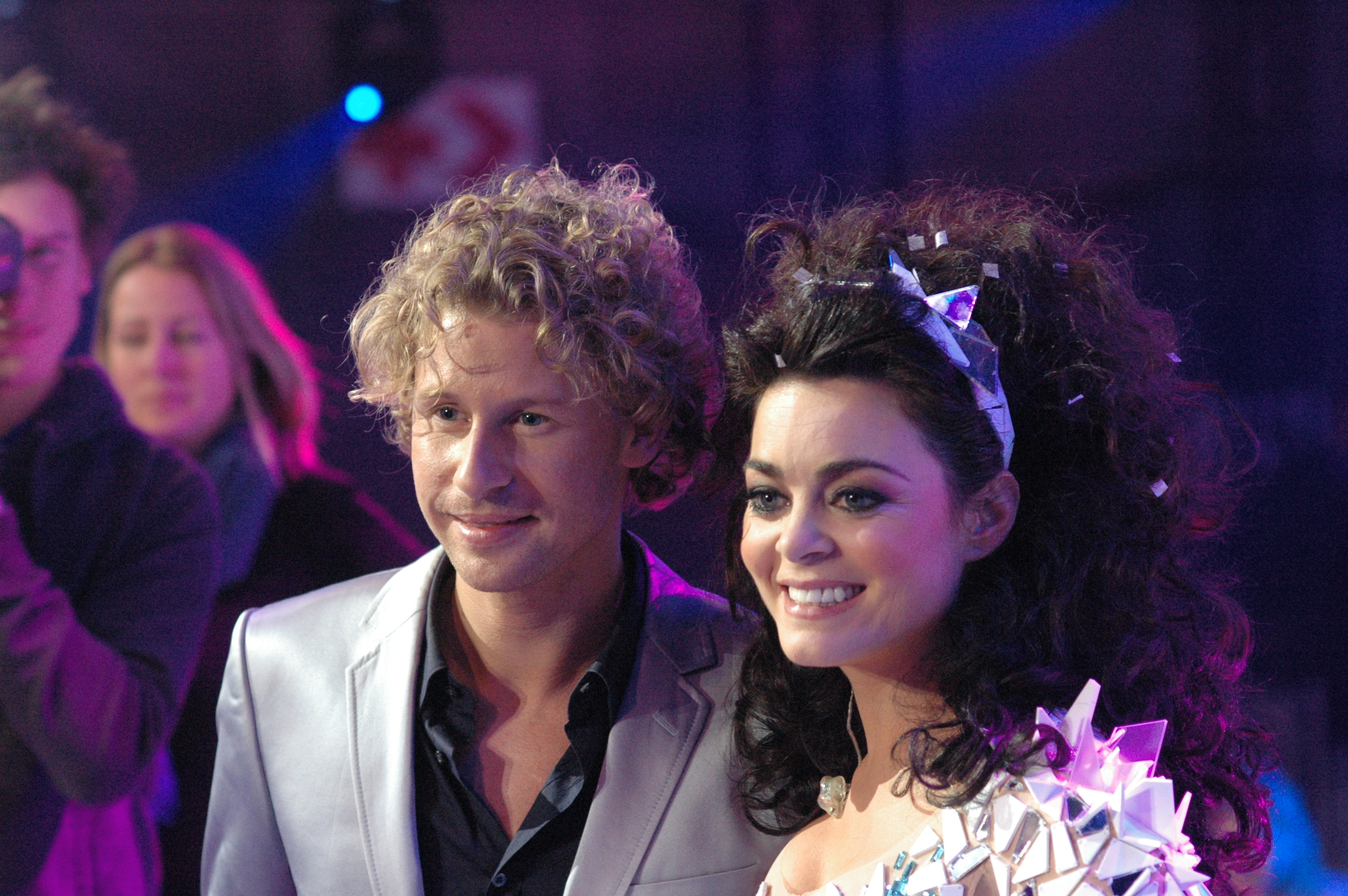
Programledarna Ewout Genemans och Kim-Lian van der Meij.

Junior Eurovision Song Contest 2012 var den tionde upplagan av Junior Eurovision Song Contest och anordnades den 1 december 2012 i Amsterdam, huvudstaden i Nederländerna, med Ewout Genemans och Kim-Lian van der Meij som programledare. Tävlingen, som vanns av Anastasija Petryk för Ukraina med låten "Nebo" (Himmel), arrangerades därmed för andra gången i Nederländerna. Andra plats gick till Georgien och tredjeplatsen till Armenien.

## Arrangemanget

### Värdlandet
Precis som tidigare år gick EBU, den Europeiska Radio- och TV-unionen, ut och bjöd in intresserade tevestationer att anmäla sitt intresse för att arrangera tävlingen. Nederländska AVRO tilldelades under hösten 2011 rätten att få arrangera tävlingen 2012, vilket innebar att tävlingen för andra gången skulle anordnas i Nederländerna. Redan under Junior Eurovision Song Contest 2011 i Jerevan meddelades det genom ett videoinslag i showen att Nederländerna valts till arrangörsland för 2012 års tävling.

### Plats
Amsterdam (nederländskt uttal: [ɑmstərˈdɑm]) är den officiella huvudstaden i Nederländerna (den nederländska regeringen, parlamentet och statsöverhuvudet samt alla ambassader har dock säte i Haag som därför är Nederländernas faktiska huvudstad), och ligger i provinsen Noord-Holland. Staden hade våren 2013 801 542 invånare. Ungefär 50 procent av befolkningen har utländsk bakgrund. Enligt 2008 års Cost of Living Survey ligger Amsterdam på 25:e plats när det gäller dyraste städer att bo i .
Värdstad och värdarena för 2012 års Junior Eurovision Song Contest presenterades den 27 februari 2012, då stod det klart att Heineken Music Hall, "The HMH", i Amsterdam hade valts till värdarena för tävlingen. Konsterhallen, "The Black Box", har en kapacitet för 5 500 personer på 3 000 m², och det var alltså här tävlingen anordnades. Efterfesten anordnades i salen bredvid, där 700 personer kunde få plats samtidigt. The HMH designades och byggdes utifrån konstruktioner för att den enbart skulle användas till konserter och musikarrangemang. Den invigdes redan 2001 och sedan dess har artister som Madonna och Kylie Minogue uppträtt på scenen. Dessutom används den ofta av det nederländska underhållningsföretaget Q-dance för arrangemanget "X-Qlusive" flera gånger om året.

## Format

### Grafisk design
Arkitekten Frits van Dongen kom med idén till mottot "Break The Ice" (Bryt isen), som kom att bli 2012 års slagord. Detta presenterades den 6 september 2012.

### Barnjuryn inrättas
När det kom till omröstningen gjordes inga stora förändringar; precis som 2011 läste varje lands röstavlämnare upp alla poäng från 1 till och med 12 eftersom antalet deltagande länder var lägre än vad det hade varit de första åren. En nyhet var dock att en barnjury, så kallad "Barnens jury", inrättades. Denna barnjury bestod av artister som tidigare hade tävlat i tävlingen, eller som bara var etablerade namn i sitt hemland eller i Europa. Barnjuryn representerades av många olika länder, inte bara artister från ett land deltog i juryn. Precis som de tävlande länderna delade barnjuryn ut 1-8, 10 och 12 poäng till sina favoritbidrag, två bidrag blev alltså utan poäng.

## Händelser

### Återvändande artister
Sedan EBU skrotat regeln om att man som artist bara fick ställa upp en gång i tävlingen ställde rysk-moldaviska Lerika upp i tävlingen för andra året i rad. När hon 2011 tävlade för Moldavien med låten "No, No" tog hon hem landets bästa resultat i tävlingen, en sjätte plats. 2012 gick det ännu bättre, hon representerade Ryssland med låten "Sensatsiya" och kom på fjärde plats.

### Problem under omröstningen
Under omröstningen inträffade flera tekniska problem. När den azerbajdzjanska röstavlämnaren skulle avlägga landets tiopoängare hoppade grafiken och visade den belgiska röstavlämnaren. Efter ungefär femton sekunder korrigerades problemet och grafiken visade rätt igen. När sedan Albanien skulle avlägga sina poäng tappades signalen bort precis innan tolvan skulle ropas ut. Efter några sekunder löstes detta tekniska fel, för att det sedan skulle dyka upp ett nytt; återigen när tolvan skulle ropas upp hoppade grafiken över och visade att det var Armeniens tur att avlägga poäng, något som enbart skedde i knappt fem sekunder. Den albanska röstavlämnare kunde därefter ropa ut tolvan helt utan tekniska fel. Även Georgien möttes av tekniska fel, något som dock EBU han upptäcka innan det var tur för dem att rösta. Georgien avlade sina poäng sist utan några tekniska svårigheter.

## Deltagande länder
12 länder ställde upp i den tionde upplagan av tävlingen. Tioårsjubileet fick uppenbarligen inte den effekt som EBU och AVRO hade hoppats på; istället för att locka tillbaka länder som tidigare tävlat blev tävlingen den minsta någonsin sett till antalet deltagande länder. Albanien, Azerbajdzjan och Israel ställde upp för första gången, något som även San Marino aspirerade på. Deltagande blev dock inte av eftersom man, liksom året innan, inte kunde hitta en lämplig representant.
Bulgarien meddelade den 11 juni sitt avhopp, något som även de två baltiska länderna Lettland och Litauen gjorde bara drygt två veckor senare, den 27 juni. Även Makedonien, som tillsammans med Nederländerna, Belgien och Vitryssland varit det enda land som tävlat samtliga år, hoppade av tävlingen för första gången, vilket meddelades den 13 juli 2012. Anledningen var att tevebolaget MRT var kritiska till röstningssystemet som användes samt att man hade låg budget för tävlingen.

### Andra länder
- Cypern – I samband med Eurovision Song Contest 2012 i Baku meddelade det cypriotiska tevebolaget CyBC att man inte avsåg att återvända till 2012 års upplaga av tävlingen.[9]
- Norge – Det norska tevebolaget NRK bekräftade redan i början av juni att man inte avsåg att återvända till tävlingen, detta på grund av regeln som säger att professionella unga artister får ställa upp. Det var av samma anledning som NRK valde att hoppa av tävlingen 2006 då regeln infördes.[10]
- Portugal – Tidigt i juni månad 2012 kontaktades Rádio e Televisão de Portugal (RTP) av EBU om ett eventuellt deltagande i tävlingen. RTP valde dock att tacka nej till inbjudan av ekonomiska skäl.[11]
- Serbien – När serbiska RTS hoppade av tävlingen 2011, på grund av ekonomiska svårigheter, meddelade chefen för den serbiska delegationen att man avsåg att återvända till tävlingen efter ett års paus för att inte svika de serbiska tittarna.[12] Trots detta återvände inte Serbien utan istället lanserades en egen talangtävling för unga, Čarolija, tillsammans med grannländerna.
- San Marino – San Marino RTV skulle ursprungligen ha ställt upp redan i Junior Eurovision Song Contest 2011, men då man inte kunde hitta en representant uteblev ett deltagande.[13] Tevebolaget meddelade den 22 augusti 2012 att man inte heller 2012 skulle debutera i tävlingen.[9]
- Spanien – Det spanska tevebolaget TVE fick under 2012 frågan om man var intresserade över att återvända till tävlingen, men varken ett negativt eller positivt ställningstagande gjordes av tevebolaget.[14]

## Resultat
| Nr | Land          | Artist            | Bidrag                            | Språk                     | Plac. | Poäng |
| -- | ------------- | ----------------- | --------------------------------- | ------------------------- | ----- | ----- |
| 01 | Vitryssland   | Egor Zheshko      | "A more-more" (А море-море)       | ryska                     | 9     | 56    |
| 02 | Sverige       | Lova Sönnerbo     | "Mitt mod"                        | svenska                   | 6     | 70    |
| 03 | Azerbajdzjan  | Suada             | "Girls and Boys" (Dünya Sənindir) | azerbajdzjanska, engelska | 11    | 49    |
| 04 | Belgien       | Fabian            | "Abracadabra"                     | nederländska              | 5     | 72    |
| 05 | Ryssland      | Lerika            | "Sensation"                       | ryska, engelska           | 4     | 88    |
| 06 | Israel        | Kids.il           | "Let the Music Win"               | hebreiska                 | 8     | 68    |
| 07 | Albanien      | Igzidora Gjeta    | "Kam një këngë vetëm për ju"      | albanska                  | 12    | 35    |
| 08 | Armenien      | Compass Band      | "Sweetie Baby"                    | armeniska, engelska       | 3     | 98    |
| 09 | Ukraina       | Anastasiya Petryk | "Nebo" (Небо)                     | ukrainska, engelska       | 1     | 138   |
| 10 | Georgien      | Funkids           | "Funky Lemonade"                  | georgiska, engelska       | 2     | 103   |
| 11 | Moldavien     | Denis Midone      | "Toate vor fi"                    | rumänska, engelska        | 10    | 52    |
| 12 | Nederländerna | Femke             | "Tik Tak Tik"                     | nederländska              | 7     | 69    |

## Poängtabeller
Barnens jury var först med att avlägga sina poäng.

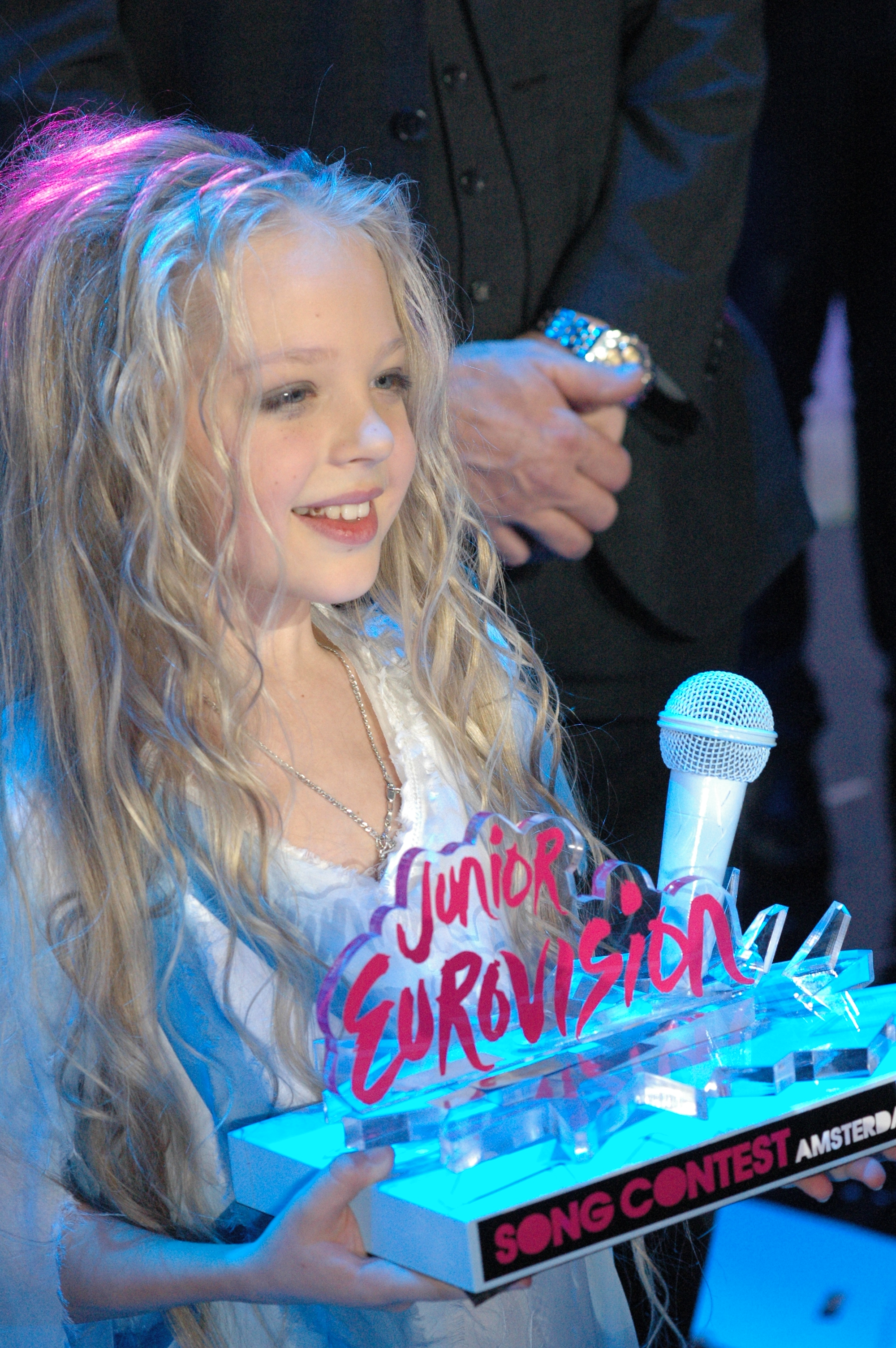
Anastasiya Petryk efter vinsten.

|   |                                                                                                   | Resultat |         |              |         |          |        |          |          |         |          |           |               |    |    |
| Σ |                                                                                                   | Belarus  | Sverige | Azerbajdzjan | Belgien | Ryssland | Israel | Albanien | Armenien | Ukraina | Georgien | Moldavien | Nederländerna |    |    |
| D | Vitryssland                                                                                       | 56       | 1       |              | 1       | 7        | 2      | 4        | 1        | 2       | 7        | 10        | 7             | 2  |    |
| D | Sverige                                                                                           | 70       | 6       | 7            |         | 1        | 5      | 5        | 7        | 12      | 2        | 2         |               | 7  | 4  |
| D | Azerbajdzjan                                                                                      | 49       | 2       | 2            | 3       |          | 1      | 3        |          | 10      |          | 5         | 8             |    | 3  |
| D | Belgien                                                                                           | 72       | 3       | 3            | 7       | 3        |        | 7        | 6        | 7       | 5        | 1         | 4             | 6  | 8  |
| D | Ryssland                                                                                          | 88       | 8       | 10           | 8       | 2        | 8      |          | 4        |         | 8        | 6         | 6             | 10 | 6  |
| D | Israel                                                                                            | 68       | 4       | 5            | 4       | 5        | 4      | 8        |          | 1       | 6        | 8         | 3             | 1  | 7  |
| D | Albanien                                                                                          | 35       |         |              |         | 12       |        |          | 3        |         | 1        |           | 1             | 4  | 2  |
| D | Armenien                                                                                          | 98       | 5       | 8            | 6       |          | 7      | 10       | 10       | 3       |          | 12        | 12            | 3  | 10 |
| D | Ukraina                                                                                           | 138      | 10      | 12           | 12      | 4        | 12     | 12       | 12       | 6       | 12       |           | 10            | 12 | 12 |
| D | Georgien                                                                                          | 103      | 12      | 6            | 10      | 8        | 6      | 6        | 8        | 5       | 10       | 7         |               | 8  | 5  |
| D | Moldavien                                                                                         | 52       |         | 4            | 2       | 10       | 3      | 2        | 5        | 4       | 3        | 4         | 2             |    | 1  |
| D | Nederländerna                                                                                     | 69       | 7       | 1            | 5       | 6        | 10     | 1        | 2        | 8       | 4        | 3         | 5             | 5  |    |
| D | Alla länder tilldelades 12 poäng automatiskt Av tekniska skäl lämnade Georgien av sina poäng sist |          |         |              |         |          |        |          |          |         |          |           |               |    |    |

### 12 poäng
Nedan listas antalet tolvor ett land fick av andra länder:
| Nr | Mottagande land | Röstande land                                                                       |
| -- | --------------- | ----------------------------------------------------------------------------------- |
| 8  | Ukraina         | Armenien, Belgien, Israel, Moldavien, Nederländerna, Ryssland, Sverige, Vitryssland |
| 2  | Armenien        | Georgien, Ukraina                                                                   |
| 1  | Albanien        | Azerbajdzjan                                                                        |
| 1  | Georgien        | Barnens jury                                                                        |
| 1  | Sverige         | Albanien                                                                            |

- Alla länder fick 12 poäng i början av omröstningen för att undvika att något land skulle hamna på noll poäng.

## Kommentatorer och röstavlämnare

### Kommentatorer
- Albanien – Andri Xhahu (TVSH)
- Armenien – Gohar Gasparyan (Armenia 1)
- Azerbajdzjan – Konul Arifkizi (Ictimai TV)
- Vitryssland – Pavel Lazorik (Belarus 1)
- Belgien – Astrid Demeure och Tom De Cock (Eén)
- Georgien – Temo Kvirkvelia (GPB)
- Israel – Ingen kommentator (IBA)
- Moldavien – Rusalina Rusu (TRM)
- Nederländerna – Marcel Kuijer (Nederland 3)
- Ryssland – Olga Shelest (Russia 1)
- Sverige – Edward af Sillén och Ylva Hällen (SVT 2)
- Ukraina – Timur Miroshnychenko (NTU)

### Röstavlämnare
Nedan listas samtliga deltagande länders röstavlämnare i startordning:

- Barnens jury – Ralf Mackenbach (2009 års vinnare)
- Vitryssland – Maria Drozdova
- Sverige – Leya Gullström
- Azerbajdzjan – Leila Hajili
- Belgien – Femke Verschueren (representerade Belgien 2011)
- Ryssland – Valentin Sadiki
- Israel – Maayan Aloni
- Albanien – Keida Dervishi
- Armenien – Michael Varosyan (representerade Armenien 2015)
- Ukraina – Kristall (representerade Ukraina 2011)
- Georgien – Candy (representerade Georgien 2011)
- Moldavien – Felcia Genunchi
- Nederländerna – Lidewei Loot

## Album
Junior Eurovision Song Contest 2012: Amsterdam, är ett samlingsalbum ihopsatt av EBU och gavs ut i november 2012. Albumet innehåller alla låtar från 2012 års tävling.
| 1.           | A more-more                     | Egor Zheshko (Vitryssland)  | 2:47  |
| 2.           | Mitt mod                        | Lova Sönnerbo (Sverige)     | 2:45  |
| 3.           | Girls and Boys (Dünya Sənindir) | Omar & Suada (Azerbajdzjan) | 2:45  |
| 4.           | Abracadabra                     | Fabian (Belgien)            | 2:42  |
| 5.           | Sensation                       | Lerika (Ryssland)           | 2:46  |
| 6.           | Let The Music Win               | Kids.il (Israel)            | 2:51  |
| 7.           | Kam një këngë vetëm për ju      | Igzidora Gjeta (Albanien)   | 2:47  |
| 8.           | Sweetie Baby                    | Compass Band (Armenien)     | 2:43  |
| 9.           | Nebo                            | Anastasiya Petryk (Ukraina) | 2:36  |
| 10.          | Funky Lemonade                  | Funkids (Georgien)          | 2:48  |
| 11.          | Toate vor fi                    | Denis Midone (Moldavien)    | 2:41  |
| 12.          | Tik Tak Tik                     | Femke (Nederländerna)       | 2:58  |
| Total längd: | Total längd:                    | Total längd:                | 33:09 |

| 1.           | A more-more (Instrumental version)                     | Egor Zheshko (Vitryssland)  | 2:47  |
| 2.           | Mitt mod (Instrumental version)                        | Lova Sönnerbo (Sverige)     | 2:45  |
| 3.           | Girls and Boys (Dünya Sənindir) (Instrumental version) | Omar & Suada (Azerbajdzjan) | 2:45  |
| 4.           | Abracadabra (Instrumental version)                     | Fabian (Belgien)            | 2:42  |
| 5.           | Sensation (Instrumental version)                       | Lerika (Ryssland)           | 2:46  |
| 6.           | Let The Music Win (Instrumental version)               | Kids.il (Israel)            | 2:51  |
| 7.           | Kam një këngë vetëm për ju (Instrumental version)      | Igzidora Gjeta (Albanien)   | 2:47  |
| 8.           | Sweetie Baby (Instrumental version)                    | Compass Band (Armenien)     | 2:43  |
| 9.           | Nebo (Instrumental version)                            | Anastasiya Petryk (Ukraina) | 2:36  |
| 10.          | Funky Lemonade (Instrumental version)                  | Funkids (Georgien)          | 2:48  |
| 11.          | Toate vor fi (Instrumental version)                    | Denis Midone (Moldavien)    | 2:41  |
| 12.          | Tik Tak Tik (Instrumental version)                     | Femke (Nederländerna)       | 2:58  |
| Total längd: | Total längd:                                           | Total längd:                | 33:09 |